# Koravenur, Mulbagal
Koravenur là một làng thuộc tehsil Mulbagal, huyện Kolar, bang Karnataka, Ấn Độ.